# Mattéo Guendouzi
Mattéo Guendouzi (Poissy, 1999. április 14. –) világbajnoki ezüstérmes francia válogatott labdarúgó, a Lazio játékosa.

## Pályafutása

### Klubcsapatokban

#### Lorient
Guendouzi a Paris Saint-Germain akadémiáján kezdte pályafutását, innen került 2014-ben a Lorient csapatához, ahol 2016-ig a tartalékcsapatban kapott szerepet.
2016. október 15-én a Nantes elleni 2–1-es vereség alkalmával mutatkozott be a Ligue 1-ben. A szezonban összesen kilenc tétmérkőzésen játszott. A Lorient a szezon végén kiesett az élvonalból, de Guendouzi maradt a csapatnál. A következő idényben a Lorient hetedik lett a másodosztályban, Guendouzi 21 tétmérkőzésen játszott.

#### Arsenal
2018. július 11-én az angol Premier League-ben szereplő Arsenal bejelentette a leigazolását. A londoni csapat hétmillió fontot fizetett érte. Guendouzi a 29-es mezszámot kapta, amit az előző szezonban Francis Coquelin viselt a csapatban. Július 28-án, a Szingapúrban rendezett felkészülési mérkőzésen a kezdőcsapatban kapott helyet a Paris Saint-Germain elleni 5-1-es győzelem alkalmával. Augusztus 12-én a bajnokságban is bemutatkozott, a bajnoki címvédő Manchester City ellen a 72. percben állt be csereként a 2-0-ra elvesztett mérkőzésen.
Első gólját az azeri Qarabağ FK elen szerezte október 4-én az Európa-ligában, majd később gólpasszt adott Alexandre Lacazette-nek a 3–0-ra megnyert mérkőzésen.
Két szezon alatt 57 bajnokin lépett pályára a londoni csapatban, azonban 2020. június 20-án a Brighton & Hove Albion elleni bajnokin a pályán szóváltásba keveredett az ellenfél játékosával, Neal Maupayjal, az eset pedig komoly negatív visszhangot váltott ki Angliába, Guendouzit pedig eltiltották az első csapat edzéseinek látogatásától.

#### Hertha BSC
2020. október 5-én a német élvonalbeli Hertha BSC vette kölcsön a 2020–2021-es szezon végéig.

#### Olympique de Marseille
2021. július 6-án került kölcsönbe a francia Olympique de Marseille csapatához.

### Lazio
2023. augusztus 31-én az olasz élvonalbeli Lazio vette kölcsön a 2023-2024-es szezon végéig, opciós vásárlási jogot is szerezve a játékjogára. A szezon végén a klub élt opciós jogával.

## Statisztika

### Klubcsapatokban
2018. augusztus 12-én frissítve.
|                |                |                               |               |           |               |               |               |          |               |       |               |          |
| Klub           | Szezon         | Bajnokság                     | Bajnokság     | Bajnokság | Országos kupa | Országos kupa | Ligakupa      | Ligakupa | Egyéb         | Egyéb | Összesen      | Összesen |
| Klub           | Szezon         | Bajnokság                     | Pályára lépés | Gól       | Pályára lépés | Gól           | Pályára lépés | Gól      | Pályára lépés | Gól   | Pályára lépés | Gól      |
| Lorient B      | 2015–16        | Championnat de France Amateur | 6             | 0         | —             | —             | —             | —        | —             | —     | 6             | 0        |
| Lorient B      | 2016–17        | Championnat de France Amateur | 17            | 0         | —             | —             | —             | —        | —             | —     | 17            | 0        |
| Lorient B      | 2017–18        | Championnat National 2        | 1             | 0         | —             | —             | —             | —        | —             | —     | 1             | 0        |
| Lorient B      | Összesen       | Összesen                      | 24            | 0         | 0             | 0             | 0             | 0        | 0             | 0     | 24            | 0        |
| Lorient        | 2016–17        | Ligue 1                       | 8             | 0         | 1             | 0             | —             | —        | —             | —     | 9             | 0        |
| Lorient        | 2017–18        | Ligue 2                       | 18            | 0         | 1             | 0             | 2             | 0        | —             | —     | 21            | 0        |
| Lorient        | Összesen       | Összesen                      | 26            | 0         | 2             | 0             | 2             | 0        | 0             | 0     | 30            | 0        |
| Arsenal        | 2018–19        | Premier League                | 23            | 0         | 1             | 0             | 0             | 0        | 7             | 1     | 1             | 1        |
| Arsenal        | Összesen       | Összesen                      | 23            | 0         | 1             | 0             | 0             | 0        | 7             | 1     | 1             | 0        |
| Karrier összes | Karrier összes | Karrier összes                | 74            | 0         | 2             | 0             | 2             | 0        | 7             | 1     | 55            | 0        |

### A válogatottban
2022. november 30-án frissítve.
| Nemzet        | Évek     | Pályára lépések | Gólok |
| ------------- | -------- | --------------- | ----- |
| Franciaország | 2021     | 1               | 0     |
| Franciaország | 2022     | 6               | 1     |
| Összesen      | Összesen | 7               | 1     |